# Кирин (Гвозд)
Кирин (хорв. Kirin) — населений пункт у Хорватії, у Сисацько-Мославинській жупанії у складі громади Гвозд.

## Населення
Населення за даними перепису 2011 року становило 52 осіб.
Динаміка чисельності населення поселення:

## Клімат
Середня річна температура становить 10,60 °C, середня максимальна – 25,20 °C, а середня мінімальна – -6,32 °C. Середня річна кількість опадів – 1035 мм.
| Клімат поселення                              | Клімат поселення | Клімат поселення | Клімат поселення | Клімат поселення | Клімат поселення | Клімат поселення | Клімат поселення | Клімат поселення | Клімат поселення | Клімат поселення | Клімат поселення | Клімат поселення | Клімат поселення |
| Показник                                      | Січ.             | Лют.             | Бер.             | Квіт.            | Трав.            | Черв.            | Лип.             | Серп.            | Вер.             | Жовт.            | Лист.            | Груд.            |                  |
| Середній максимум, °C                         | 6,89             | 8,79             | 13,25            | 17,46            | 22,02            | 25,20            | 24,40            | 23,72            | 20,15            | 15,20            | 9,28             | 5,30             |                  |
| Середня температура, °C                       | 0,27             | 2,18             | 6,64             | 10,87            | 15,42            | 18,58            | 20,27            | 19,58            | 16,02            | 11,06            | 5,16             | 1,16             |                  |
| Середній мінімум, °C                          | −6,32            | −4,42            | 0,02             | 4,25             | 8,82             | 11,99            | 16,14            | 15,44            | 11,89            | 6,93             | 1,02             | −2,98            |                  |
| Норма опадів, мм                              | 63               | 61               | 72               | 83               | 87               | 98               | 92               | 95               | 98               | 100              | 105              | 81               |                  |
| Середньомісячна швидкість вітру, м/с          | 1.60             | 1.75             | 2.16             | 2.06             | 1.90             | 1.70             | 1.70             | 1.55             | 1.50             | 1.58             | 1.65             | 1.66             |                  |
| Середньомісячна сонячна радіація, кДж/м²·день | 4263             | 6967             | 10547            | 15059            | 19290            | 21256            | 22456            | 19287            | 14234            | 8883             | 4704             | 3453             |                  |
| --------------------------------------------- | ---------------- | ---------------- | ---------------- | ---------------- | ---------------- | ---------------- | ---------------- | ---------------- | ---------------- | ---------------- | ---------------- | ---------------- | ---------------- |
| Джерело:                                      |                  |                  |                  |                  |                  |                  |                  |                  |                  |                  |                  |                  |                  |